# 2008 en Hongrie
Cet article présente les faits marquants de l'année 2008 en Hongrie.

## Évènements
- Dimanche 27 avril 2008 : après le limogeage d'un de ses ministres, l'Alliance des démocrates libres quitte la coalition gouvernementale. Les socialistes restent seuls au sein d'un gouvernement désormais minoritaire au Parlement.

- Lundi 2 juin 2008 : mort à Paris de l'historien et journaliste François Fejtő (98 ans). Il était le spécialiste de l'histoire de l'Europe centrale (Mitteleuropa). Son livre le plus connu est Requiem pour un empire défunt (1988).

- Mercredi 18 juin 2008 : le constructeur allemand Daimler annonce la construction d'une nouvelle usine de voitures en Hongrie pour y fabriquer des petits modèles Mercedes. D'un montant de 800 millions d'euros, il s'agit pour la Hongrie du plus important investissement de son histoire.

- Vendredi 27 juin 2008 : le milliardaire Ernesto Bertarelli, double vainqueur de la coupe de l'America, achète à travers le fonds Ares Life Sciences la société Euromedic pour 800 millions d'euros, active dans les secteurs du diagnostic par imagerie médicale et de la dialyse. Implantée dans 14 pays, elle détient 159 centres de soins avec un chiffre d'affaires prévisionnel 2008 de 284 millions d'euros en progression de 100 % par rapport à 2007.

- Jeudi 7 novembre 2008 : le FMI va prêter 12,3 milliards d'euros à la Hongrie pour l'aider à surmonter les difficultés nées de la crise financière mondiale.

- Mercredi 10 décembre 2008 : un mouvement de grève bloque l'aéroport international de Budapest. Il est organisé par le Syndicat des employés de l'aéroport et des prestataires de services (RDSZSZ) et par le Syndicat associé des transports aériens (LESZ). Cette grève « générale et illimitée » est destinée à protester contre des modifications à la convention collective des employés de l'aéroport.